# IA -ARIA ON THE PLANETES-
IA(이아, 영어: IA -ARIA ON THE PLANETES-, 일본어: イア・アリア・オン・ザ・プラネテス 이아 아리아 온 자 프라네테스[*])는 2012년 1월 27일에 1st PLACE가 발매한, 야마하의 보컬 음성 합성 소프트웨어 VOCALOID3를 기반으로 한 소프트웨어이다.

## 개요
음악 소프트웨어 VOCALOID3 시리즈 중 하나로, 야마하의 음성 합성 엔진 VOCALOID3를 채용하여 제작되었다. 일본어로 지원된다. 목소리 데이터베이스는 일본 가수 Lia의 목소리를 샘플로 했다. 캐릭터 일러스트레이터는 아카사카 아카가 담당했다. 최근에는 ONE라는 체비오(CEviO)가 IA의 동생이라는 설정으로 발매되었다.

## 프로필
- 이름: IA/이아
- 발매일: 2012년 1월 27일
- 별자리: 물병자리
- 신장: 155cm
- 자신 있는 곡 템포: 63~228BPM
- 자신 있는 음역: B2~A4
- 음성 공급자 : Lia
- 회사: 1st PLACE

## IA ROCKS 프로필
- 이름: IA ROCKS
- 발매일: 2014년 6월 27일
- 별자리: 게자리 (점성술)
- 음성 공급자 : Lia

## 같이 보기
- VOCALOID
- Lia
- 아지랑이 프로젝트